# 15 Māyū
15 Māyū es un distrito de la gobernación de El Cairo, Egipto. En julio de 2017 tenía una población estimada de 93 879 habitantes.
Se encuentra ubicado en el centro-norte del país, cerca de la ribera oriental del río Nilo.